# Piper hebetifolium
Piper hebetifolium är en pepparväxtart som beskrevs av Burger. Piper hebetifolium ingår i släktet Piper och familjen pepparväxter. Inga underarter finns listade i Catalogue of Life.